# 拉瓦錫島
拉瓦錫島（英語：Lavoisier Island）是南極洲的群島，屬於比斯科群島的一部分，位於拉博島和沃特金斯島之間，毗鄰南極半島西岸，島嶼長29公里、寬8公里，該島在1947年被智利南極考察隊發現，阿根廷、智利和英國均宣稱擁有主權。